# Abbaye de la Sauve-Bénite
L'abbaye de la Sauve-Bénite, parfois orthographiée Séauve-Bénite ou Séauve-Benoite, est un ancien monastère de moniales cisterciennes situé à la Séauve-sur-Semène, à l'est du département de la Haute-Loire. Fondé à la fin du douzième siècle, il perdure jusqu'à la Révolution française. Il est ensuite vendu comme bien national, et l'église est détruite. Les autres bâtiments, conservés jusqu'à nos jours, sont inscrits à l'inventaire supplémentaire des monuments historiques depuis le 15 septembre 1993.

## Situation
L'abbaye est localisée à l'est du département de la Haute-Loire, dans le bourg de la Séauve-sur-Semène, en rive gauche de la Semène, à environ sept cents mètres d'altitude.

## Histoire

### Fondation
La fondation de l'abbaye remonte à la fin du douzième siècle. Si l'on est certain de la filiation à Mazan, en revanche on ne connaît pas avec certitude l'identité du donateur qui permet cette fondation : soit un seigneur de Saint-Didier, soit un comte de Forez (dans ce dernier cas, probablement Guigues II ou Guigues III). Traditionnellement, l'historiographie voit dans les comtes de Forez les fondateurs de la Sauve-Bénite. Philippe Peyron, en 1992, avance préférentiellement l'hypothèse selon laquelle le fondateur serait Jaucerand Ier de Saint-Didier.
La communauté naissante s'illustre dans la première moitié du XIIIe siècle de la présence d'une religieuse nommée Marguerite, simple sacristine, gravement malade en 1232, guérie par l'intercession de la Vierge, et béatifiée pour ses mérites, ainsi que pour ses visions célestes. Les historiens modernes n'ont pas réussi à déterminer s'il s'agit de Marguerite d'Angleterre ou d'une Lyonnaise nommée Marguerite Langlois, cette dernière thèse étant toutefois désormais privilégiée. Quoi qu'il en soit, une vénération de la religieuse défunte est mentionnée dès 1273,,.
Au départ simple prieuré, le monastère est érigé en abbaye indépendante en 1255 ou 1256,.

### Crises et destructions

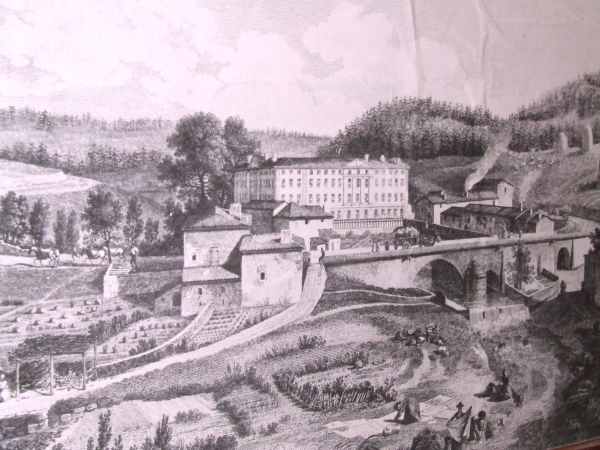
L'abbaye reconstruite après l'incendie de 1602.

Le 21 juillet 1594, durant la Ligue, l'abbaye est assiégée par environ cinq cents soldats. Un acte notarié original contenant le « procès verbal des dommages causés au monastère de la Séauve-Benoiste pendant les guerres de Religion » ne laisse aucun doute sur l'épisode en question. Le siège est réalisé par des troupes de la Ligue venues depuis le site voisin de Monistrol afin de lutter contre la place forte royaliste de Saint-Didier (l'objectif étant de faire de l'abbaye de la Séauve une place de Ligue et non plus royaliste). Alors que seulement sept soldats protègent l'abbaye sous le commandement d'Antoine Gontaud. Selon certaines traditions, l'abbesse Marguerite de Saint-Priest et ses sœurs sont en prière devant le tombeau de la bienheureuse Marguerite. Les troupes locales de la Ligue ne parviennent pas à prendre les lieux. Le 30 octobre 1594, une garnison royaliste de dix hommes est encore en place dans l'abbaye fortifiée comme l'atteste un document original d'époque. L'abbaye est profondément marquée par la période des guerres de Religion, l'incendie qui la ravage en 1600 ou 1602 ne fait qu'aggraver la situation,,.
En 1764 ou 1767, l'abbaye de Clavas, en proie à une crise à la fois spirituelle et financière, ferme ; les six moniales de cette communauté viennent grossir les rangs de celle de la Sauve-Bénite ; la dernière abbesse de Clavas, Marguerite-Laure de Fumel, est d'ailleurs nommée abbesse des deux communautés réunies,,. La Révolution marque la disparition de l'abbaye et sa vente comme bien national,. Un village se développe aux abords immédiats de l'abbaye dès avant la fin du Moyen Age. Il compte moins d'une vingtaine de bâtiments (maisons et granges) dont Pierre-Eric Poble a proposé une reconstitution à partir d'un terrier de 1592. Le site est alors qualifié dans les documents du XVIe siècle de « bourg de la Seaulve » et il se situe uniquement sur la même rive de la Semène que l'abbaye.

### Après la Révolution

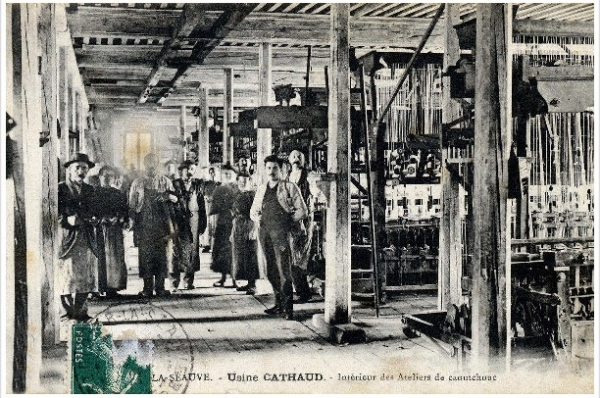
L'usine textile Cathaud au dix-neuvième siècle.

Vendue en 1797 au conventionnel Joseph-Balthazar Bonnet de Treyches (ou Treiches), l'abbaye se voit amputée de l'église abbatiale, rasée à l'exception du bras droit du transept, qui devient en 1822 un oratoire (chapelle Sainte-Marguerite) dédié à la bienheureuse du treizième siècle,.
Les autres bâtiments conventuels sont préservés car l'acquéreur les transforme en atelier de tissage. Cet atelier de tissage travaille pour l'industrie soyeuse lyonnaise et emploie quasi-exclusivement des jeunes filles embauchées pour une période de trois ans durant laquelle elle travaillent treize heures quotidiennes. Ce travail très dur est néanmoins plébiscité par les familles des environs, d'une part pour le revenu (de 80 à 150 francs annuels) qu'il procure aux familles, d'autre part pour la protection sociale et de mœurs qu'il offre aux jeunes ouvrières.
Un nouveau bourg est installé au XIXe siècle sur l'autre rive de la Semène, juste au dessus de l'abbaye, sous l'impulsion des industriels locaux. Ces derniers parviennent à installer une église au cœur de ce bourg ouvrier et à le détacher de la commune de Saint-Didier-en-Velay pour former la commune de La Séauve-sur-Semène.
En 1894, les bâtiments sont rachetés par l'entreprise Cathaud qui y installe également un centre textile. Au contraire du but relativement social visé par le précédent propriétaire, les établissements Cathaud mènent une politique à la limite de l'illégalité, notamment, en ce qui concerne le travail des enfants, et refusent de reconnaître leur implication dans des pratiques douteuses en rejetant la responsabilité sur les chefs d'atelier.

## Architecture et description
En 1971, l'ensemble de l'édifice est acquis par la commune ; l'ancienne abbaye est inscrite à l'inventaire supplémentaire des monuments historiques le 15 septembre 1993, et une restauration du bâti est menée. À la suite de celle-ci, le monastère est converti en 47 logements en 2001 ; d'autre part, la Communauté de communes Loire et Semène, créée le 28 décembre 2000, y installe son siège,.

## Abbesses connues de Sauve-Bénite
La Gallia Christiana mentionne en tout trente abbesses. La première prieure dont le nom nous soit parvenu est Agathe, mentionnée en 1228. En 1233, celle qui lui a succédé n'est connue que sous son initiale B... En 1255, Aygline devient la première abbesse lors de l'érection du prieuré en abbaye.
Deux abbesses nommées Marguerite sont également connues : en 1594, lors du siège de l'abbaye (Marguerite de Saint-Priest) et de 1765 à la Révolution, la dernière abbesse, Marguerite-Laure de Fumel, d'abord à Clavas puis à la Sauve-Bénite.